# Caieiras
Caieiras es un municipio brasileño localizado en la Región Metropolitana de San Pablo, estado de San Pablo. La ciudad fue influenciada por inmigrantes europeos (germánicos, ingleses e italianos). 
Su población en 2020 era de 102.775 habitantes, segundo el IBGE. Su área es de 91,6 km². Su densidad de población es de 900,37 hab/km².

## Historia
La historia de Caieiras empieza en siglo XIX cuando el Coronel Antônio Proost Rodovalho compró una hacienda alrededor del Río Juqueri-Guaçu, en las proximidades de donde se levantó la ciudad. Ese coronel que fue conocido por su talento en el comercio, agricultura y en instituciones financieras construyó dos hornos para la producción de cal. Ese producto era transportado por mulas hasta la estación ferroviaria de Perus de la ferrovía The São Paulo Railway Company Limited, conocida en el tiempo por “La Inglesa”. Los hornos fueran la inspiración para el nombre de la ciudad.
Los primeros habitantes de Caieiras fueran 180 inmigrantes italianos. Esses hicieron el primer núcleo habitacional planeado para trabajadores libres de Brasil.
En 1890, fue implantada la estación de tren que recibe, hasta hoy, el nombre Caieiras. La llegada de la estación fue un marco importante para el desarrollo de la región.
En abril de 1980, empieza la fabricación de papel en Caieiras. Hasta los días de hoy, es un importante factor económico para la ciudad.